# Coronacollina acula
Coronacollina acula (лат.) — многоклеточный организм с трёхлучевой симметрией, считающийся древнейшим известным организмом, обладавшим скелетом. Представитель эдиакарской биоты, предшествовавшей кембрийскому взрыву. Вероятно был 3—5 см высотой и 2 см в диаметре. Внешним видом напоминал напёрсток, от которого радиально отходили прямые лучи длиной до 37 см или 20—40 см, скорее всего использовавшиеся для удержания на одном месте. Возможно, поглощал пищу наподобие губок, обитавших в кембрийском периоде, фильтруя воду, в которой уже попадались мелкие съедобные частички, и не имел возможности передвигаться. О размножении доподлинно ничего не известно. Обитал на дне океана у южных берегов Австралии 550—560 миллионов лет назад.

## Таксономия
Назван Coronacollina acula (corona в переводе с лат. — «корона, ободок», collis — «холмик», acula — «игла») по своему внешнему виду: тело в форме усечённого конуса и длинные хрупкие «спикулы», представленные на окаменелостях как ямка и тонкие бороздки соответственно.